# Maria Pia của Ý
Maria Pia của Ý, hay Maria Pia của Savoia (14 tháng 02 năm 1847 - 05 tháng 07 năm 1911) là một Vương hậu Bồ Đào Nha với tư cách là vợ Luís I của Bồ Đào Nha. Vào ngày lễ rửa tội của mình, Đức Giáo hoàng Piô IX, cha đỡ đầu của bà, đã cho bà một hoa hồng vàng. Maria Pia đã kết hôn với vua Luís vào ngày 06 Tháng 10 năm 1862 tại Lisboa. Bà là nữ chủ nhân lớn của Dòng Thánh Isabel.